# Xavier Liébard
 (juin 2017).
Si vous disposez d'ouvrages ou d'articles de référence ou si vous connaissez des sites web de qualité traitant du thème abordé ici, merci de compléter l'article en donnant les références utiles à sa vérifiabilité et en les liant à la section « Notes et références ».
Xavier Liébard est un réalisateur français né le 5 juillet 1968 à Nantes. Il travaille essentiellement comme réalisateur de documentaires mais également comme opérateur caméra, premier assistant réalisateur et intervenant réalisateur en France et à l'étranger.

## Biographie
Xavier Liébard est né à Nantes en 1968. Élève du Lycée Clemenceau, il passe son baccalauréat en 1987. Sa mère étant originaire de Saint-Mars-la-Jaille en Loire-Atlantique où son grand-père Camille Boisdé est organiste de l’Eglise pendant 80 ans et très impliqué dans le tissu associatif. Tout jeune, il baigne dans une ambiance théâtrale, festive et musicale où l’esprit communautaire est au centre de l’organisation familiale. Après une année en Hypokhâgne au Lycée Guisthau, Il découvre, grâce à Yves Le Pestipon, la mise en scène au lycée Clemenceau de Nantes, en animant un atelier théâtre. En 1990, Il crée une troupe théâtre universitaire à Nantes. Puis se lance dans ses premières expositions photographiques, Vent d'Est sur le mur de Berlin , Pioch, sur la compagnie théâtrale du centre pénitentiaire de Nantes. Poussé par Paul Cornet, un chef-opérateur de la région nantaise, il devient assistant à la mise en scène et premier assistant sur de nombreux courts-métrages cinéma. Il côtoie Pierrick Sorin  sur ses toutes premières installations vidéos et réalise ses premiers films avec un groupe d'étudiants issus des beaux arts de Nantes. Après avoir obtenu une licence de lettres modernes à l'Université de Nantes en 1990, il fait ses armes comme premier assistant réalisateur au Service Cinématographique des Armées (ECPAD) en 1992 et découvre la puissance des archives au fort d’Ivry sur Seine.
En 1993, il entre à l'école de la Fémis à Paris, au département réalisation. Il y découvre le documentaire et la fiction et réalise ses premiers films. Trois années où il côtoie de grandes figures du cinéma, Jean-pierre Ruh (au son), Arnaud Desplechin , Jean-Louis Comolli et Claude Miller (à la réalisation),  Arthur Cloquet et Charles Van Damme (à l'image), Sylvette Baudrot, scripte mythique du cinéma français. Sa rencontre avec François Niney, critique de cinéma documentaire sera déterminante.
En 1996, son film de fin d'études Trompe-l'œil évoque le détournement d’images d’archives de guerre et la question de la conscience morale des journalistes. Il obtient de nombreuses récompenses en festivals français et internationaux
À la sortie de la Fémis, après l'écriture d'un scénario de long-métrage jamais tourné, il se dirige résolument vers le documentaire en tournant son premier documentaire, un road-movie épuré autour du thème de l'enracinement : Le Chemin des brumes (2003).  
Rare contact avec la fiction, en 2004, il travaille comme réalisateur sur le making-of de Paris je t'aime, il filme au plus près Gus Van Sant, Bruno Podalydès, Walter Sales, Daniela Thomas et Christoffer Boe. Il réalise des sujets pour l’émission Absolument cinéma pour France 5. Devient assistant réalisateur pour Télématin et assistant plateau à France 2. 
En 2006, il accompagne un groupe de personnes âgées engagées dans les maisons de retraite et évoque avec eux la peur de vieillir dans son film Les Joyeux Compagnons ou la Corde sensible. Ce documentaire sera largement diffusé sur France 3 en 2008.
En 2008, poursuivant son travail autour de l'engagement et du collectif, il tourne en collaboration avec Jean-Raymond Garcia, Jeunes pousses, une série documentaire sur le monde des jeunes footballeurs, en suivant pendant une saison sportive, une équipe de 14 apprentis footballeurs du Tours Football club.
En 2010, Il lance l'appel des ligériens qui aboutira quatre ans plus tard à la création d'un pôle régional cinéma et audiovisuel en Pays de la Loire porté par l'association la plateforme. 
Entre 2010 et 2014, il signe trois films d'archives réalisés à partir d'archives amateures : Le petit Royaume de l'Abbé Sorand, Éclats d'Enfance pour le service patrimoine de Ciclic en région centre puis Terres de Lutte pour la Cinémathèque de Bretagne.    
Dans le même temps, il travaille comme premier assistant réalisateur et chef-opérateur sur We come as friends Nous venons en amis, un fly movie politique périlleux en ULM, autour de la naissance du Soudan du Sud réalisé par Hubert Sauper. Le film, sélectionné dans la short liste pour les oscars, sera primé aux festivals de Sundance et de Berlin. 
En 2014, il signe un nouveau film documentaire sur l'estuaire de la Loire, Le Partage du fleuve. Ce film mosaïque évoque la richesse et la complexité des estuaires, symboles de nos grands enjeux économiques. 
En 2016, toujours  porté par la question du vivre ensemble, le cinéaste interroge la société civile et le mode associatif en posant ses bagages durant une année au sein de la radio locale de L'Île-d'Yeu : Neptune FM. Son documentaire Les Voix du large est une ode à la tolérance et à l'importance de la vie communautaire et de la solidarité sur ce petit territoire entouré par la mer de 5 000 habitants.
Attiré par d’autres modes de gouvernances et la réponse de la jeunesse au chaos du temps présent. il réalise en 2019 un documentaire sur une troupe de théâtre talentueuse et sans hiérarchie, qui a fondé en 2009, un festival de théâtre dans un petit village du Maine et Loire, à Fontaine-Guérin : Le Nouveau Théâtre Populaire. 
Son film, Splendeurs et illusions, questionne la fragilité du statut d'artiste sa précarité et la force du groupe pour  répondre à l’individualisme du monde moderne.  
Préoccupé par la transmission des connaissances, il officie également, comme intervenant professionnel et coordinateur de missions dans de nombreuses formations documentaires, en France et à l’étranger.
Il travaille régulièrement comme intervenant à la Femis, à l’université de Nantes et pour de nombreux pôles images et cinéma en région (région centre, île de France, Nouvelle Aquitaine, Normandie...). Il siège également dans de nombreux comités professionnels documentaires en région. 
En 2003, il anime un atelier avec des enfants de 7 ans qui filment et participent à la création du dernier Caravanserail d ‘Ariane Mnouchkine au théâtre du Soleil.  
En 2003, sous l’égide de la Femis  et du ministère des affaires étrangères il participe à la mise en place de l’équipe pédagogique d’une nouvelle école de cinéma au Burkina Faso à Ouagadougou.
Entre 2008 et 2012, il intervient dans une école de cinéma en Tunisie, pour former des cinéastes et techniciens tunisiens avant et après le printemps arabe. Après le départ de Ben Ali en février 2011, c’est un bouleversement total du documentaire qui est vécu par les étudiants tunisiens, il les accompagnent dans leurs nouvelles pratiques.  
En 2014, il co-fonde avec l’appui du festival Premiers Plans d’Angers et de l’Institut Français d’Alger, les laboratoires documentaires d’Alger. Une des rares formation algérienne sur le documentaire de création recouvrant le processus de création de l‘écriture au mixage. Elle accompagne la nouvelle vague de cinéastes algériens qui profitent de l’accessibilité du numérique pour inventer de nouvelles formes d’expressions

## Filmographie

### Chef-opérateur et Premier assistant
- 2010-2014 : We Come as Friends[15] (Nous venons en amis) de Hubert Sauper

### Courts-métrages réalisés
- 1995 : Promesse d'automne[16]
- 1996 : Trompe l'œil[17]
- 1997 : Zen[18]

### Documentaires réalisés
- 1995 :  Saïd et Misbah ou l'Enfance partagée
- 1997 : Banlieue bleue[19]
- 2003 : Le Chemin des brumes[20]
- 2006 : Les Joyeux Compagnons ou la Corde sensible[21]
- 2008 : Jeunes Pousses[4]
- 2010 : Le petit royaume de L'abbé Sorand[7]
- 2011 : Eclats d'Enfance[8]
- 2012 : Terres de luttes[9]
- 2014 : Le Partage du fleuve[22]
- 2017 : Les Voix du large[23]
- 2019 : Splendeurs et Illusions

## Distinctions
- 2016 : Prix Werner Herzog, pour Nous venons en amis
- 2014 : Prix au Festival de Sundance, pour Nous venons en amis
- 2014 : Prix au Festival de Berlin, pour nous venons en amis
- 1999 : Lutin du Meilleur scénario pourTrompe l'œil
- 1998 : Prix du Public au festival du film court en Plein air de Grenoble
- 1999 : Prix de la presse au Festival de Clermont-Ferrand pour Trompe l'œil
- 1998 : Prix du meilleur court-métrage au festival Message to Men en Russie
- 1998 : Mention spéciale Michel Mitrani au FIPA de Biarritz pour Trompe l'œil
- 1998 : Prix du public au festival européen du court-métrage de Brest
- 1995 : Sélection officielle au festival de Lussas, pour Saïd et Misbah
- 1995 : Prix  de l'Union des réalisateurs de télévision pour Promesse d'automne